# Honda Stream
Le Honda Stream est un monospace produit et commercialisé par le constructeur japonais Honda.
La première génération a été importée en Europe mais la seconde version, lancée en 2006, est réservée au marché japonais et à quelques marchés d'Asie (Malaisie notamment). Le Stream n'a jamais été vendu aux États-Unis.

## Première génération (2000 - 2006)

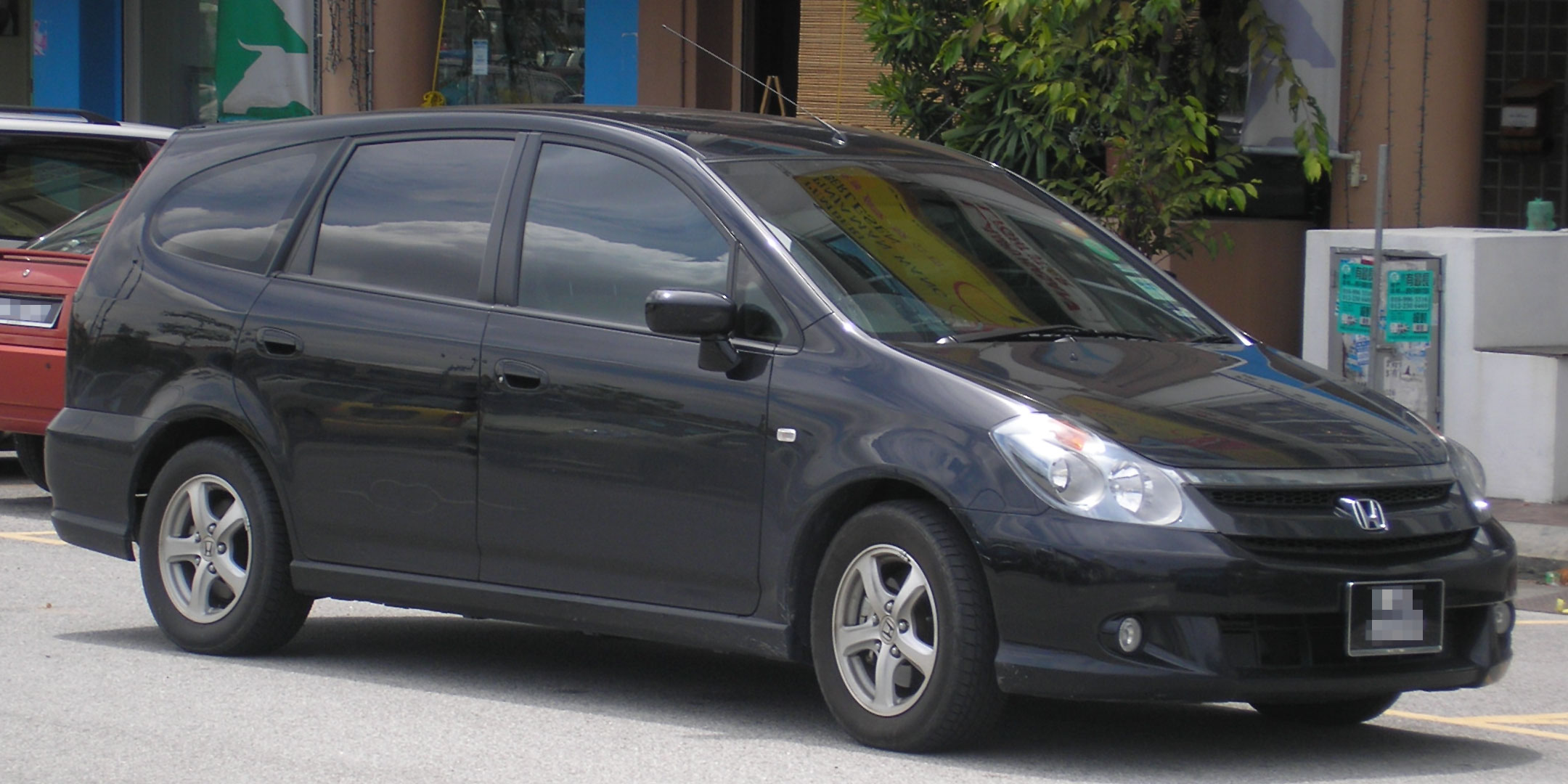
Stream première génération restylé (2004).

Le premier Stream est lancé au Japon en octobre 2000. Il fait sa première apparition en Europe au salon de Genève en mars 2001 et commence sa commercialisation en France au mois de juin suivant.
C'est un monospace à 7 places, dont les deux du fond sont escamotables dans le plancher. Son allure plutôt basse pour un monospace l'apparente aussi à un break.
La gamme ne comprenait que des moteurs essence ce qui explique son faible succès en Europe, et notamment en France, où lors de sa meilleure année, en 2002, il n'a trouvé de 252 clients.
Au Japon, l'absence de moteur diesel n'est bien sûr pas un problème et le succès a été très important la première année, avec près de 120 000 exemplaires livrés en 2001. Les ventes ont ensuite très rapidement plongé : à peine 65 000 en 2002 et 35 000 en 2003.
Le restylage, qui rajeunissait sensiblement la calandre, apparu au printemps 2004 en Europe, n'a pas permis de redresser les ventes qui étaient déjà symboliques en France (32 exemplaires cette année-là) et affaiblies au Japon : moins de 23 000 cette même année, et à peine plus de 10 000 en 2005.
Le Stream n'était vendu en Europe qu'en traction mais se déclinait au Japon en version à 4 roues motrices.

## Deuxième génération (2006 - 2014)
La deuxième génération de Stream est lancée au Japon en juillet 2006. Compte tenu du faible succès de la première version en Europe, Honda a décidé ne pas l'exporter vers l'Ancien Continent, d'autant qu'il n'était toujours pas prévu d'installer un diesel.
Le style est beaucoup plus dynamique que celui du premier Stream et le moteur 1,7 litre de 130 ch a laissé place à un 1,8 litre de 140 ch.
Cette deuxième génération de Stream a bien relancé les ventes de ce modèle, sans pour autant atteindre les scores exceptionnels de la première génération lors de sa première année pleine. Le Stream a ainsi trouvé 41 000 clients au Japon en 2006, puis un peu plus de 57 000 en 2007. Les ventes ont toutefois commencé à décliner à partir de 2008, pour descendre à 22 200 en 2010.
Au Japon, le Stream est affiché à partir de 1 820 000 ¥ (prix en juillet 2011) en version 1,8 litre traction et 2 240 000 ¥ en 2 litres, les versions 4 roues motrices exigeant un supplément moyen de l'ordre de 250 000 ¥. Le Stream est ainsi à peine plus cher que le Freed qui débute juste sous les 1 700 000 ¥ et environ 12 % moins cher que le premier Stepwgn. Son apparence moins typée monospace que ses deux frères jouent en sa défaveur sur un marché japonais assez porté sur les modèles d'apparence volumineuse. Les Freed et Stepwgn étaient ainsi en moyenne quatre fois plus diffusé que le Stream en 2010.